# Docteur Katz
Pour les articles homonymes, voir Katz.
Docteur Katz (Dr Katz, Professional Therapist) est une série télévisée d'animation américaine en 81 épisodes de 21 minutes, créée par Jonathan Katz et Tom Snyder et dont seulement 78 épisodes ont été diffusés entre le 28 mai 1995 et le 24 décembre 1999 sur Comedy Central.
En France, la série a été diffusée à partir du 22 novembre 1998 sur Série Club. Elle reste inédite dans les autres pays francophones.

## Synopsis
Cette série met en scène le docteur Katz, psychanalyste divorcé vivant avec son fils âgé d'une vingtaine d'années. Alors qu'il essaye d'aider ses patients, célèbres pour la plupart, le docteur Katz est également confronté aux problèmes existentiels de son fils qui rêve de richesse et de liberté mais est trop paresseux pour travailler.

## Distribution
De nombreux artistes se sont allongés sur le divan du Docteur Katz, parmi lesquels : David Duchovny, Julia Louis-Dreyfus, Ray Romano, Ben Stiller.

## Commentaires
Le docteur Katz apparaît dans un épisode de la série South Park dans lequel il psychanalyse M. Garrison.